# Rudolf Kučera (historik)
Rudolf Kučera (* 26. listopadu 1980, Praha) je český historik. Je ředitelem Masarykova ústavu a Archivu Akademie věd ČR, docentem historie na Univerzitě Karlově v Praze a stálým hostujícím profesorem na univerzitě v Kostnici. Specializuje se na moderní dějiny střední Evropy, dějiny válek a násilí a dějiny práce a protestu.

## Vzdělání a vědecká kariéra
Rudolf Kučera vystudoval historii na Filozofické fakultě Univerzity Karlovy v Praze, kde v roce 2004 získal titul Mgr. Poté byl přijat na doktorandské studium na Svobodné univerzitě v Berlíně na Berlínském kolegiu pro srovnávací dějiny Evropy (BKVGE), kde byl veden Philippem Therem a Jürgenem Kockou. V roce 2008 dokončil doktorát na Svobodné univerzitě v Berlíně a na Univerzitě Karlově v Praze a začal pracovat v Masarykově ústavu a Archivu Akademie věd ČR.
V letech 2009–2010 Kučera absolvoval roční postdoktorandský pobyt na Institutu pokročilých studií na univerzitě ve Freiburgu im Breisgau. V letech 2013–2014 působil jako stipendista na Imre Kertész Kolleg na Univerzitě Friedricha Schillera v Jeně. Po návratu do Prahy se stal zástupcem ředitele pro výzkum v Masarykově ústavu a Archivu AV ČR. V roce 2017 byl jmenován docentem historie na Univerzitě Karlově v Praze a v roce 2019 přijal pozvání jako hostující profesor na Vídeňskou univerzitu.
V roce 2020 se stal ředitelem Masarykova ústavu a Archivu AV ČR a od roku 2022 je stálým hostujícím profesorem na univerzitě v Kostnici. Od roku 2023 je také předsedou Vědecké rady Grantové agentury ČR.
Kučera se zabývá srovnávacími sociálními a kulturními dějinami 19. a 20. století ve střední Evropě, dějinami habsburské říše, dějinami moderních válek a násilí a dějinami moderního dělnictva a protestu.

## Ocenění
- 2023: Cena Akademie věd ČR za mimořádné výsledky výzkumu za knihu Paths out of the Apocalypse. Physical Violence in the Fall and Renewal of Central Europe, 1914–1922 (spoluautor Ota Konrád)[2]
- 2017: Cena za nejlepší knihu v oblasti československých studií vydanou v letech 2015–2016, kterou uděluje americká Czechoslovak Studies Association za knihu Rationed Life: Science, Everyday Life, and Working-Class Politics in the Bohemian Lands, 1914–1918[3]
- 2015: Cena Otto Wichterleho Akademie věd ČR pro mladé vědecké pracovníky[4]

## Vybrané publikace
- Kučera, Rudolf. Staat, Adel und Elitenwandel. Die Adelsverleihungen in Schlesien und Böhmen 1806–1871 im Vergleich. Göttingen: Vandenhoeck & Ruprecht, 2012. (Kritische Studien zur Geschichtswissenschaft: 205). ISBN 9783525370261.
- Kučera, Rudolf. Život na příděl. Věda, každodenní život a dělnická politika v českých zemích v letech 1914–1918. Praha: Nakladatelství Lidové noviny, 2013. ISBN 9788074222320; Kučera, Rudolf. Rationed life. Science, everyday life, and working-class politics in the Bohemian lands, 1914–1918. Oxford – New York: Berghahn Books, 2016; 2019. ISBN 9781785331282 (2016); ISBN 9781789200768 (2019).
- Kučera, Rudolf – Konrád, Ota. Cesty z apokalypsy. Fyzické násilí v pádu a obnově střední Evropy 1914–1922. Praha: Academia – Masarykův ústav a Archiv AV ČR, 2018. ISBN 9788087782828; Kučera, Rudolf – Konrád, Ota. Paths out of the Apocalypse. Physical Violence in the Fall and Renewal of Central Europe, 1914–1922. Oxford – New York: Oxford University Press, 2022. ISBN 9780192896780.